# Лебедева, Марина Яковлевна
Марина Яковлевна Лебедева (род. 12 июля 1964, Москва) — российский политический деятель, депутат Государственной Думы ФС РФ четвёртого созыва (2007—2011).

## Биография

### Депутат госдумы
С 2003 по 2007 год — депутат Государственной Думы РФ четвёртого созыва от избирательного объединения Родина (народно-патриотический союз).
С 2003 по 2004 — член Комитета по природным ресурсам и природопользованию.
В 2004 году заместитель председателя Комитета по экологии.
В 2006 году перешла из фракции «Родина» во фракцию «Единая Россия».
В 2006 году отец Лебедевой поселился на Рублевке. Лебедева, как писал Vogue, известна многим на Рублевке своей гостеприимностью и знаменитыми друзьями: от политиков и бизнесменов до «светских львиц и супермоделей». Её дом спроектировал Дмитрий Долгой, «архитектор многих богатых и знаменитых». На участке живут олени, альпаки, косули, козы и даже карликовая корова.